# Batería de La Parajola
La Batería de La Parajola, también conocida como C-3, es una fortificación española de soporte de artillería costera situada en el monte de Galeras, dentro del término municipal de Cartagena (Región de Murcia), y más concretamente en la diputación de Canteras. Es conocida principalmente porque durante la guerra civil española uno de sus disparos hundió el buque Castillo de Olite, provocando una de las mayores tragedias navales de la historia de España. Fue declarada Bien de Interés Cultural el 7 de agosto de 1997.

## Historia
La batería fue proyectada y construida en 1926, durante el programa de dotación de un cinturón defensivo a la estratégica plaza de Cartagena por la dictadura de Primo de Rivera. La Parajola se encuadraba en las instalaciones militares de La Algameca, y contaba con cuatro cañones construidos por la Sociedad Española de Construcción Naval en la factoría de Reinosa, bajo licencia de la empresa británica Vickers-Armstrongs. El modelo de las piezas de artillería era el cañón de costa de 152,4/50 mm (seis pulgadas).
La Parajola fue utilizada contra objetivos militares exclusivamente durante la guerra civil española, haciéndose necesaria por primera vez para responder a los bombarderos que sobrevolaban la ciudad descargando sus proyectiles, y posteriormente contra buques del bando sublevado que, como el crucero Canarias, se atrevían a acercarse a la costa.
A principios de marzo de 1939, estalló una sublevación en Cartagena fomentada por la quinta columna franquista y elementos republicanos favorables a un fin negociado de la guerra. La Marina de la República huyó a Túnez mientras el gobierno del presidente Juan Negrín enviaba a la 206.ª Brigada mixta a retomar la ciudad y el Estado Mayor del general Francisco Franco mandaba que desde Castellón de la Plana y Málaga zarparan 30 barcos con más de 20 000 soldados con intención de asegurar la importante base naval.
La Brigada 206 fue la primera en llegar y rápidamente redujo a los rebeldes, restableciendo el control republicano a mediodía del 7 de marzo. La Armada franquista retrocede al conocer la noticia a excepción del buque Castillo de Olite, que avanza hacia el puerto al no conocer la situación por tener la radio estropeada. Conforme se acerca, comprueba que la bandera tricolor republicana ondea en los edificios de Cartagena. No les da tiempo a reaccionar cuando impacta el primer disparo proveniente de La Parajola, que dirige el capitán Antonio Martínez Pallarés. El barco intenta maniobrar, pero entonces varios proyectiles vuelven a chocar en el casco, alcanzando uno de ellos la santabárbara. En la subsiguiente explosión murieron 1476 hombres de los 2112 que iban a bordo, 342 quedaron heridos y 294 hechos prisioneros. El Castillo de Peñafiel, otro barco que no pudo ser avisado a tiempo, recibió un impacto, pero pudo retirarse a Ibiza sin más percances.
En 1994, la batería fue desartillada en aplicación del Plan NORTE, y aún con la declaración de Bien de Interés Cultural en 1997, su acceso permanece restringido al encontrarse en una zona militar propiedad del Ministerio de Defensa. Sin embargo, esto no ha impedido que el monumento entrase en un estado de prolongado deterioro que llevó a que, en junio de 2014, la asociación Hispania Nostra la incluyese en su Lista roja de patrimonio en peligro.

## Arquitectura
La Parajola está situada a una cota de 165 metros de altura, y al igual que las demás baterías cartageneras, fue construida siguiendo un estilo historicista, que en este caso bebe de la arquitectura del Antiguo Egipto, como podemos comprobar tanto en las fachadas de los repuestos y depósitos de munición como en los pilonos de la entrada. Son apreciables además los recursos modernistas.